# Dennis Spiegel
Dennis Spiegel ist ein US-amerikanischer Autor von Songtexten und Filmmusik, der seit den frühen 1980er Jahren aktiv ist und an vielen Produktionen mitgewirkt hat. Für seinen Beitrag zu Hexenjagd in L.A. wurde er 1992 mit einem Emmy ausgezeichnet, mit Alone Yet Not Alone war er temporär für die Oscarverleihung 2014 in der Kategorie Bester Song nominiert – Mitkomponist Bruce Broughton hatte das Lied gegenüber der Academy of Motion Picture Arts and Sciences erwähnt, was als mögliche Einflussnahme gewertet wurde und so zur Disqualifikation führte.
Er ist zentrales Mitglieder in der Organisation Society of Composers & Lyricists und wurde für sein Engagement zur Stärkung dieser Interessensgemeinschaft aus ihr heraus geehrt.

## Werk (Auswahl)
- 1983: The Prodigal
- 1984: Schuld daran ist Rio
- 1987: The Trouble with Spies
- 1987: Die Unbestechlichen
- 2014: Einsam bin ich, nicht allein

### Auszeichnungen
Gewonnen
- 1992: Emmy für Why Do I Lie? aus Hexenjagd in L.A., zusammen mit Curt Sobel

Nominiert
- 1995: Emmy für das Lied For A Love Like You aus A Season of Hope, zusammen mit Ken Thorne
- 1998: Emmy für das Lied Hearts Are Hurting aus Xena – Die Kriegerprinzessin, zusammen mit Joseph LoDuca
- 2014: Oscar für das Lied Alone Yet Not Alone aus dem  Film Einsam bin ich, nicht allein, zusammen mit Bruce Broughton (disqualifiziert)